# Дитионит натрия
Дитионит натрия — неорганическое соединение, соль щелочного металла натрия и неустойчивой дитионистой кислоты с формулой Na2S2O4, бесцветные (белые) кристаллы, растворимые в воде, образует кристаллогидрат. Ранее для него использовали неправильное название гидросульфит натрия.

## Получение
- Восстановление цинком свежеобразованного сульфита натрия при низких температурах:

{\displaystyle {\mathsf {2NaOH+2SO_{2}+Zn\ {\xrightarrow {0^{o}C}}\ Na_{2}S_{2}O_{4}+Zn(OH)_{2}\downarrow }}}
- Действием диоксида серы на амальгаму натрия при низкой температуре:

{\displaystyle {\mathsf {2SO_{2}+2Na_{Hg}\ {\xrightarrow {10^{o}C}}\ Na_{2}S_{2}O_{4}}}}
- Действием борогидрида натрия на сернистый газ в щелочной среде:

{\displaystyle {\mathsf {Na[BH_{4}]+8NaOH+8SO_{2}\rightarrow 4Na_{2}S_{2}O_{4}+NaBO_{2}+6H_{2}O}}}
- Электролиз раствора гидросульфита натрия при низкой температуре:

{\displaystyle {\mathsf {4NaHSO_{3}\ {\xrightarrow {0^{o}C,e^{-}}}\ 2Na_{2}S_{2}O_{4}+O_{2}\uparrow +2H_{2}O}}}

## Физические свойства
Дитионит натрия образует бесцветные (белые) кристаллы.
Образует кристаллогидрат состава Na2S2O4•2H2O.

## Химические свойства
- Разлагается при нагревании:

{\displaystyle {\mathsf {2Na_{2}S_{2}O_{4}\ {\xrightarrow {52^{o}C}}\ Na_{2}SO_{3}S+Na_{2}S_{2}O_{5}}}}
- Безводную соль получают сушкой кристаллогидрата в этаноле:

{\displaystyle {\mathsf {Na_{2}S_{2}O_{4}\cdot 2H_{2}O\ {\xrightarrow {40-50^{o}C}}\ Na_{2}S_{2}O_{4}\downarrow +2H_{2}O}}}
- Разлагается горячей водой:

{\displaystyle {\mathsf {2Na_{2}S_{2}O_{4}+H_{2}O\ {\xrightarrow {T}}\ 2NaHSO_{3}+Na_{2}SO_{3}S}}}
- Разлагается кислотой на холоде и при комнатной температуре:

{\displaystyle {\mathsf {Na_{2}S_{2}O_{4}+2HCl\ {\xrightarrow {0^{o}C}}\ 2NaCl+H_{2}S_{2}O_{4}}}}
{\displaystyle {\mathsf {2Na_{2}S_{2}O_{4}+2HCl+H_{2}O\ {\xrightarrow {20^{o}C}}\ 3NaHSO_{3}+S\downarrow +NaCl}}}
- Окисляется кислородом воздуха:

{\displaystyle {\mathsf {2Na_{2}S_{2}O_{4}+O_{2}\ {\xrightarrow {}}\ 2Na_{2}S_{2}O_{5}}}}
- В растворе легко окисляется кислородом воздуха:

{\displaystyle {\mathsf {2Na_{2}S_{2}O_{4}+O_{2}+2H_{2}O\ {\xrightarrow {}}\ 4NaHSO_{3}}}}
- Восстанавливает малоактивные металлы:

{\displaystyle {\mathsf {Na_{2}S_{2}O_{4}+2AgNO_{3}\ {\xrightarrow {}}\ 2Ag\downarrow +2SO_{2}\uparrow +2NaNO_{3}}}}

## Применение
Находит применение как сильный восстановитель в химии и производстве красителей.